# Rampur Karkhana
Rampur Karkhana é uma cidade e uma nagar panchayat no distrito de Deoria, no estado indiano de Uttar Pradesh.

## Demografia
Segundo o censo de 2001, Rampur Karkhana tinha uma população de 9598 habitantes. Os indivíduos do sexo masculino constituem 52% da população e os do sexo feminino 48%. Rampur Karkhana tem uma taxa de literacia de 50%, inferior à média nacional de 59.5%: a literacia no sexo masculino é de 58% e no sexo feminino é de 43%. Em Rampur Karkhana, 19% da população está abaixo dos 6 anos de idade.